# Bourbon (whiskey)

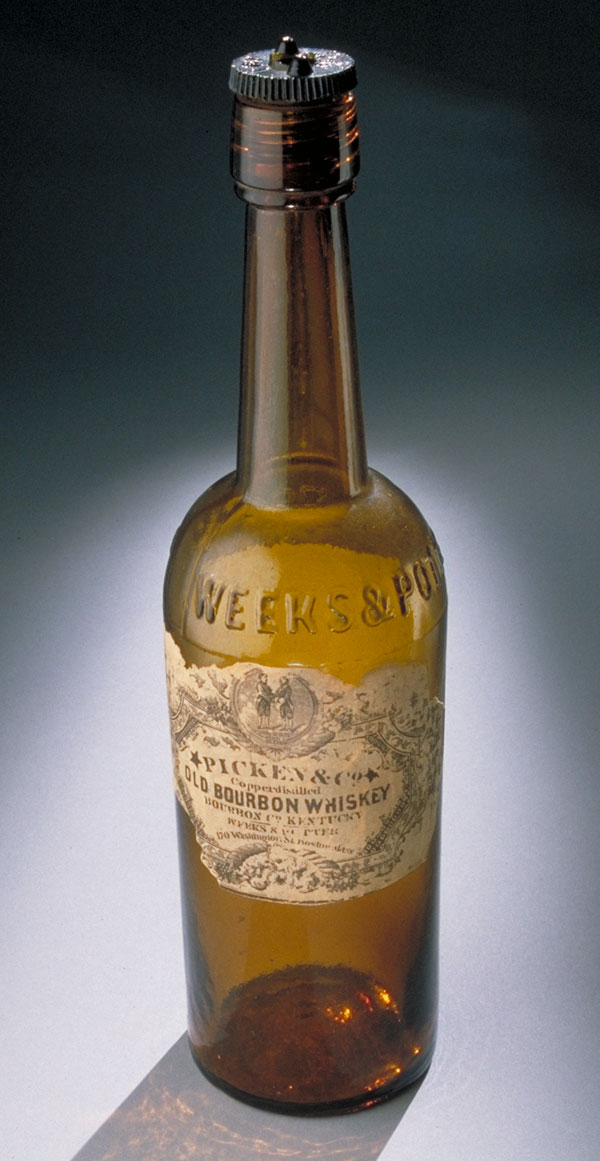
Een fles van bourbonwhiskey uit de 19e eeuw

Bourbon is een Amerikaanse whiskey die voor minstens 51% van maïs gemaakt wordt. De drank is zoeter dan andere whiskeysoorten en met name populair in de Zuidelijke Verenigde Staten.
De drank is ontstaan in de tweede helft van de 18e eeuw, maar de precieze geschiedenis is onduidelijk. Waarschijnlijk waren het Schotse en Ierse boeren die in de Appalachen in het grensgebied van de staten Kentucky en Virginia een op maïs en deels op rogge gebaseerde drank ontwikkelden.
De herkomst van naam van deze drank is niet helemaal duidelijk. Bourbon County in het oosten van de staat Kentucky is de plaats waar de meeste bourbon wordt geproduceerd. Het is waarschijnlijk dat de naam daar dan ook van is afgeleid, maar helemaal zeker is dit niet. Een andere theorie stelt dat het juist andersom is en dat de county vernoemd is naar de vele stokerijen binnen zijn grenzen. De naam Bourbon zou dan zijn ontstaan in New Orleans, omdat deze goed verkocht in Bourbon Street, waarna de naam ook bij de producenten in Kentucky in zwang raakte. Het stichten van de county in 1785 en het ontstaan van de lokale whisky gebeurde ongeveer gelijktijdig. Hoe het ook zij, als de county niet naar de drank is vernoemd, dan is deze vernoemd naar het Franse adellijke geslacht Huis Bourbon (vanwege hun steun tijdens de Amerikaanse Onafhankelijkheidsoorlog), en dat is ook de herkomst van de naam Bourbon Street in New Orleans.
Volgens Amerikaanse wetgeving mag bourbon alleen onder deze naam verkocht worden als hij voor minstens 51% uit maïs gemaakt is (de overige 49% mag een andere graansoort zijn) en minstens twee jaar in een nieuw gerookt eikenhouten vat heeft gerijpt. De vaten, die meestal gemaakt zijn van de Amerikaanse witte eik, mogen dus geen tweede keer gebruikt worden. De meeste bourbons worden tweemaal gedistilleerd.
De mint julep is een cocktail met bourbon, suiker, munt en ijsblokjes. Daarnaast wordt bourbon ook gebruikt in taart- en cakerecepten en zelfs verwerkt in barbecuesauzen.
Een variant op bourbon is de Tennessee whiskey zoals o.a. Jack Daniel's en deze worden vaak ten onrechte bourbons genoemd. Deze whiskeys worden eveneens van maïs gestookt, maar daarna nog eens extra gefilterd door houtskool van esdoorn, waardoor ze een wat mildere smaak krijgen.

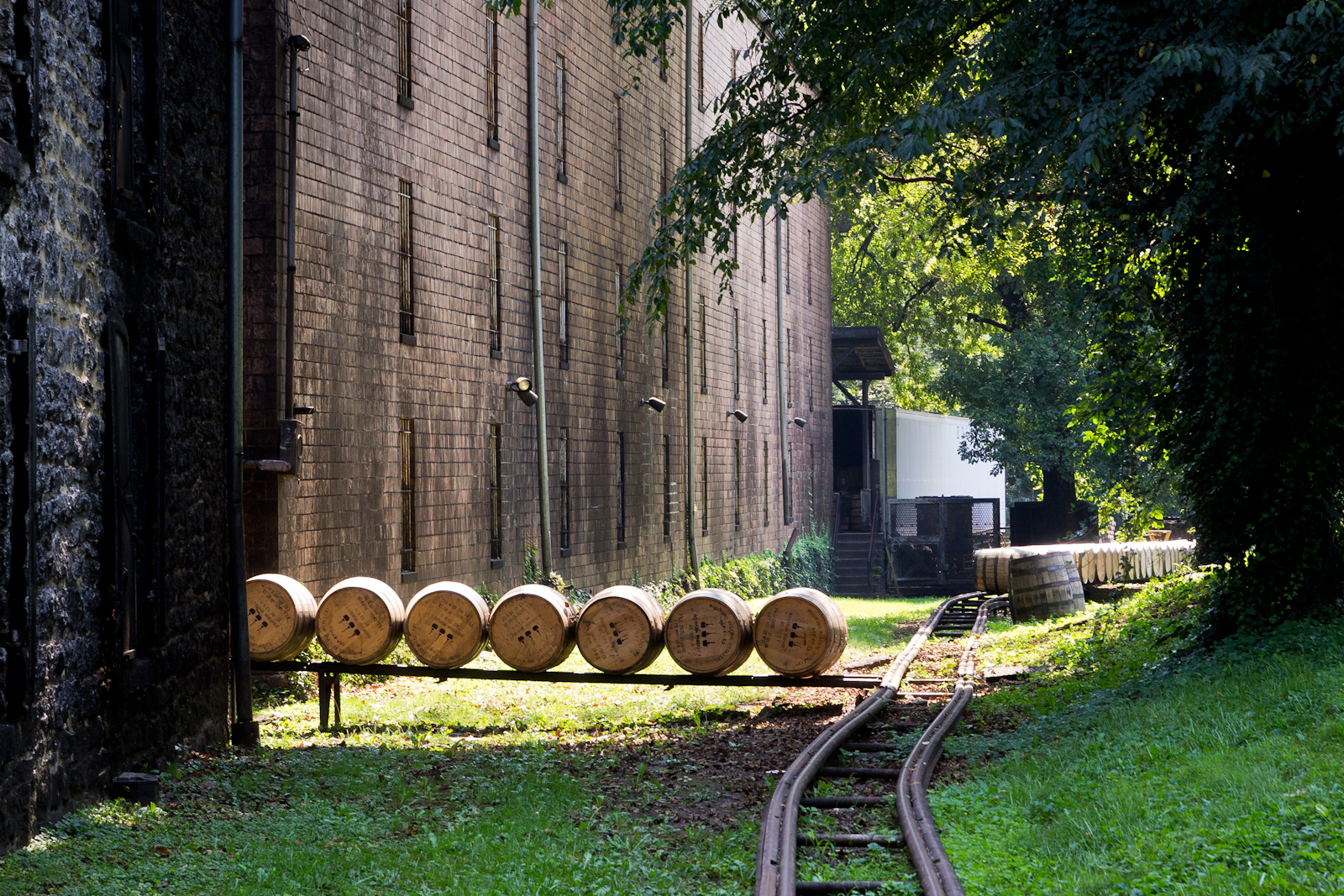
Vaten die op het punt staan opgeslagen te worden in een pakhuis om de bourbon te laten rijpen
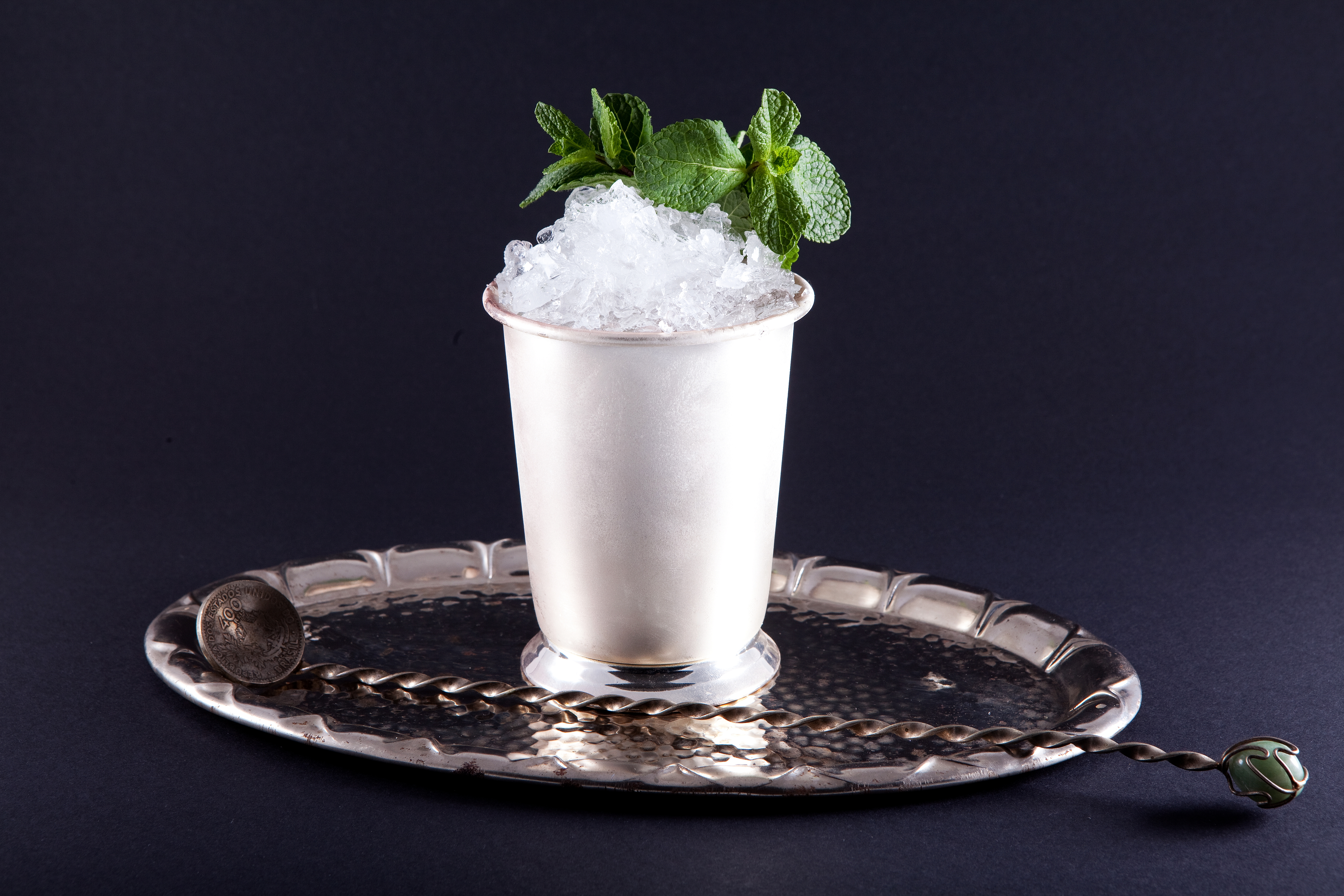
Een Mint julep wordt traditioneel in een koude zilveren beker geserveerd.